# Новый Комар
Новый Комар (укр. Новий Комар) — село на Украине, находится в Великоновосёлковском районе Донецкой области.
Код КОАТУУ — 1421255103. Население по переписи 2018 года составляет 398 человек. Почтовый индекс — 85500. Телефонный код — 6243.
В ходе российско-украинской войны город был оккупирован 2 декабря, но вскоре уже 4 декабря был освобождён.. 19 декабря, по информации Минобороны РФ село было повторно оккупировано РФ.

## Адрес местного совета
85500, Донецкая область, Великоновосёлковский р-н, пгт. Великая Новоселка, ул. Пушкина, 32, 91-4-71